# Uggie
Uggie (14 de febrero de 2002 – 7 de agosto de 2015) fue un perro de raza Jack Russell terrier que se hizo famoso por sus papeles en las películas Agua para Elefantes y The Artist. El libro sobre su historia Uggie, My Story fue publicado en los Estados Unidos, Reino Unido y Francia en octubre del 2012.
La campaña "Consider Uggie" fue lanzada en diciembre del 2011 en Facebook por S.T. VanAirsdale, un editor en Movieline, para que Uggie recibiera una nominación real u honoraria a los premios Oscar. BAFTA anunció que era inelegible para uno de sus premios, sin embargo recibió una mención especial en los Prix Lumière Awards en Francia. Ganó el Palm Dog Award en el Festival de Cannes 2011.

## Primeros años y familia
Uggie fue abandonado por al menos dos de sus primeros dueños por ser demasiado salvaje. Estuvo a punto de ser enviado a un refugio de animales, pero fue adoptado por el entrenador de animales Omar Von Muller luego de que sus amigos le comentaron sobre el perro. Von Muller solo quería darle un lugar transitorio mientras le encontraba una casa nueva, pero al cabo de un tiempo decidió que Uggie podía quedarse. Von Muller dijo sobre el perro, "Era un cachorro alocado, muy energético, y quién sabe qué le habría pasado si hubiera ido al refugio animal. Era muy listo y muy dispuesto a trabajar. Una de las cosas más importantes es que no era temeroso. Esta característica es la que define a un perro capaz de actuar en películas, si no se asustan ante las luces, ruidos y al estar en estudios de grabación. Para animarle a actuar le daba recompensas, como salchichas, ello solo es una parte, debía trabajar duro." Cuando no trabajaba, Uggie vivía en North Hollywood con Von Muller, su mujer y su hija de 6 años.

## Carrera
Los primeros roles de Uggie fueron en anuncios y papeles menores en las películas What's Up Scarlett, Wassup Rockers (2005) y Mr. Fix It (2006) junto a David Boreanaz. Su primer papel reconocido y su lanzamiento al estrellato fue en el rol de "Queenie" en el drama romántico Agua para elefantes, junto a los actores Robert Pattinson y Reese Witherspoon. Apareció en "The Incredible Dog Show" desde agosto del 2010 en adelante, que era una gira de perros con trucos diferentes alrededor de los Estados Unidos y Sudamérica; donde andaba en monopatín.
Hizo una aparición en la película muda The Artist de 2011, y fue este papel el que atrajo la atención de los medios masivos de comunicación, algunos críticos indicaron que "capturaba la atención en cada escena". Tenía dos dobles en la película llamados Dash y Dude, los cuales fueron teñidos para parecerse más a Uggie, pero Uggie realizó la mayoría de sus trucos por su propia cuenta y los dobles apenas fueron requeridos. Uggie y sus entrenadores para la película, Sarah Clifford y Omar Muller, se tomaron tres días con el actor estrella Jean Dujardin de la película, para enseñarle al actor francés las órdenes verbales y señales de mano que Uggie necesitaba en una escena. Siendo una película silenciosa, Clifford dijo humorísticamente que era capaz de dar órdenes mientras la película rodaba.
Uggie acudió a la premier de la película en el American Film Institute y caminó por la alfombra roja junto con el resto del reparto. Uggie promovió la película en un tour promocional de una semana de duración, apareciendo en espectáculos televisivos en el Reino Unido, incluyendo el The Graham Norton Show. Uggie también apareció en una presentación de caridad en West End, Londres, en ayuda a Dogs Trust. Uggie apareció enfrentado a otro Jack Russell terrier llamado Cosmo de Principiantes de Mike Mills en una sesión fotográfica para The Hollywood Reporter. Él también participó en otra sesión fotográfica para la revista W y The Hollywood Reporter. Durante la campaña "Consider Uggie", se creó una cuenta oficial de Twitter  con su nombre.
Von Mueller dijo que Uggie se acercaba a su jubilación y que no quería que el perro tuviera que trabajar tanto como lo hizo filmando The Artist, por ello creía Uggie solo debía tomar trabajos menos intensos. El 8 de febrero de 2012, Uggie fue nombrado el primer perro vocero de Nintendo, ayudando a promover el videojuego para 3DS Nintendogs + Cats durante el Mes de la Responsabilidad en la Propiedad de Mascotas. Más tarde ese mismo año fue vocero de PETA en un anuncio que animaba a los potenciales dueños de perros a adoptarlos en los refugios de animales. Uggie hizo una aparición tipo cameo en la comedia de 2012 The Campaign, que fue su último papel en una película antes de jubilarse.

### "Consider Uggie"
Después de que The Artist fuera reconocida favorablemente por los críticos como para sugerir que la película podría tener una posibilidad real de conseguir premios como "Mejor Imagen", S.T. Van Airsdale, un editor en Movieline, empezó una campaña llamada "Consider Uggie" en Facebook para buscar reconocimiento por el trabajo de Uggie; Van Airsdale consideraba que el perro superó en actuación a Leonardo DiCaprio en J. Edgar, pero probablemente no fue tan bueno como George Clooney en Los Descendientes. Aun así, existía un precedente de la edición de los premios Oscar en 1929, fecha de los primeros Premios de Academia cuándo el pastor alemán Rin Tin Tin, según la leyenda, obtuvo la mayoría de votos para el Óscar al Mejor Actor. El actor Emil Jannings resultó ganador del premio en aquella noche.

El equipo de producción y actores de The Artist respondieron a la campaña, con James Cromwell apoyando el movimiento para asegurar que Uggie fuera reconocido, diciendo que estaba "maravillosamente entrenado y era talentoso" y apoyando el movimiento para lograr fijar un Oscar especial para animales en películas. The Daily Telegraph aprobó la campaña, creyendo que un premio para Uggie en los Oscars sería un reconocimiento para todas las estrellas de película caninas, como Fox Terrier Asta, y Terry, el Cairn Terrier quien interpretó Toto en El Brujo de Oz.
La Academia Británica de las Artes Cinematográficas y de la Televisión respondió: "Lamentablemente, tenemos que aconsejar que, dado que no es un ser humano y su motivación única como actor son las salchichas, Uggie no puede ser considerado para competir por un BAFTA en esta categoría." Esto sucedió luego de que un número de miembros hubiera contactado BAFTA para preguntar si se les permitía votar por Uggie como Mejor Actor.

## Premios
Uggie ganó el Premio Palm Dog por mejor actuación de un perro en el Festival de Cannes 2011, por su papel como "Jack" en The Artist. Era el undécimo año en qué el premio fue entregado a la mejor actuación canina. Tras la campaña "Consider Uggie", Jone Bauman de la American Humane Association dijo que Uggie estaba en lista para un Pawscar, los premios de la asociación para animales en películas.
Recibió también una mención especial los Premios Prix Lumière, el equivalente francés del Golden Globe. Uggie y Cosmo compartieron el premio por "Mejor actuación por un animal", otorgado por la crítica de cine del The Seattle TimesMoira Macdonald.
El 13 de febrero de 2012, Uggie fue nombrado Mejor Perro en una Película en la primera entrega de premios Golden Collar otorgados por el Dog News Daily.  Los premios fueron lanzados un par de meses antes, debido a la atención que Uggie conseguía por su interpretación en The Artist.
El 25 de junio de 2012, dejó sus huellas impresas en cemento en el Teatro Chino Grauman.

## Muerte
A Uggie se le aplicó la eutanasia a la edad de 13 años, el 7 de agosto de 2015, después de desarrollar un tumor de próstata.

## Filmografía
| Año  | Película            | Rol              | Premios |
| ---- | ------------------- | ---------------- | --- |
| 2005 | What's Up Scarlett  | Sin crédito      | |
| 2005 | Wassup Rockers      | Perro que muerde | |
| 2006 | Mr. Fix It          | El Terrier       | |
| 2011 | Agua para Elefantes | Queenie          | |
| 2011 | El Artista          | El Perro         | Paseo de la Fama de Hollywood Premio de la American Humane Association por Asociación Palm Dog Award del Festival de Cine de Cannes Golden Collar Awards por Mejor Perro en un filme teatral The Seattle Times por Mejor Interpretación por un animal (entregado por la crítica Moira Macdonald) Nominado － Premios de la Crítica Cinematográfica por Mejor Actuación Nominado－Premios del Sindicato de Actores de Pantalla por Mejor Reparto |
| 2012 | La Campaña          | Él               | |
| 2012 | Key y Peele         | Perro racista    | |
| 2013 | Holiday Road Trip   | Scoots           | |